# Salicylism
Acetylsalicylsyre-förgiftning, även känt som salicylism, ASA-förgiftning eller ASA-intox är akut eller kronisk förgiftning med salicylat såsom acetylsalicylsyra. De klassiska symtomen är ringande i öronen, illamående, buksmärta, och snabb andningsfrekvens. Till en början kan dessa symptom vara subtila, medan högre doser även kan ge upphov till feber. Komplikationer kan vara potentiellt livsfarliga och innefattar svullnad av hjärnan eller lungorna, kramper, lågt blodsocker, eller hjärtstillestånd.
De flesta fall av salicylism orsakas av acetylsalicylsyra, men andra substanser som kan ge upphov till symptomen är vintergrönolja och vismutsubsalicylat. Även små mängder vintergrönolja kan vara giftiga. Överdosering kan ske både avsiktligt eller oavsiktligt. Diagnos ställs i allmänhet baserat på upprepade blodprover för att mäta nivåer av salicylsyra samt blodgaser. Ett typ av diagram som finns för att underlätta diagnosticering, men dess användning rekommenderas inte. Vid överdosering kan högsta nivån i blodet uppvisas så sent som efter 12 timmar.
Åtgärder för att förhindra förgiftning är användandet av barnsäkra förpackningar och att minska antal tabletter per burk eller karta. Behandling när förgiftning är ett faktum är med bl.a. aktivt kol, intravenöst natriumbikarbonat med dextros och kaliumklorid, och i vissa fall dialys. Att ge dextros kan vara av nytta även om blodsockret initialt är normalt. Dialys rekommenderas för patienter med njursvikt, sänkt medvetandenivå, ett plasma-pH under 7.2, eller höga blodsalicylat-nivåer. Om intubation krävs kan hög andningsfrekvens behövas.
De toxiska effekterna av salicylater är beskrivna sedan åtminstone 1877. År 2004 rapporterades i USA fler än 20 000 fall, varav 43 ledde till död. Cirka 1% av de med akut överdosering dör medan kronisk överdosering har sämre prognos. Äldre människor löper större risk för toxicitet, även vid lägre doser.